# 이극감
이극감(李克堪, 1423년 ~ 1465년 7월 28일)은 조선 전기의 문신이며 학자이다. 본관은 광주, 호는 이봉(二峯), 자는 덕여(德輿), 시호는 문경(文景)이다. 이인손(李仁孫)의 차남이자 이세좌(李世佐)·이세우(李世佑)·이세걸(李世傑)의 아버지이다.

## 생애
한양 교동(校洞)에서 태어났다. 아버지는 우의정 이인손이다. 어려서부터 영특하여 문과에 급제한 뒤, 집현전에 들어갔다. 이어 문과 중시(重試)에 합격하여 승진, 부수찬이 되었고 세자시강원에 들어가 세자(예종)를 가르쳤다. 이극감보다 열 살이 많았던 세조는 경우에 따라서는 군신 관계를 떠나 친구로 그를 대하였으며 순탄치 않은 과정으로 장자를 잃고 차남(후일의 예종)이 세자가 되자 세자의 교육을 그에게 맡겼다. 세조는 개인적으로도 국가의 중요한 의사 결정이나 즐거운 일이 있을 때면 이극감을 찾아 임무를 부여하고 신뢰하였다. 1461년 세조는 "내가 세자를 너에게 부탁하니 네가 잘 보필하면 나는 걱정이 없겠다"고 했고 이듬해에는 "경은 세자의 스승이라 내가 믿고 중시하는 바이다"라 했을 정로도 두터운 신임을 받았다. 그는 도승지, 이조참판을 거쳐 형조판서에 이르렀다. 부모 상을 연이어 당하고 1465년 형조판서에 임명됐으나 같은 해 세상을 떠났다. 사후 2년 뒤인 1467년 좌익공신 3등으로 광성군(廣城君)에 봉해졌다. 시호는 문경(文景)이다.

## 평가
그는 총명함이 남달라 한번본 내용은 모두 기억했다 하며 깨끗한 처세로 명성이 높았다. 한 번도 술을 가지고 손님을 접대하지 않았을 뿐 아니라 집에서 술을 담그지도 않았다고 한다. 세조실록에는 이극감에 대하여 재주를 믿고 사람을 능멸하며, 염치와 양보하는 마음이 없어 그릇이 작다는 평가와, 형조판서가 된 이후로 뇌물을 많이 받았다는 기록이 있다.

## 가족
- 증조부 : 이집(李集, 1327년 ~ 1387년), 호는 둔촌
  - 조부 : 이지직(李之直), 이조참의, 호 탄천
    - 부 : 이인손(李仁孫), 우의정
      - 아들 : 이세좌, 갑자사화로 화를 입었다.
      - 아들 : 이세우(李世佑)
      - 아들 : 이세걸(李世傑)

    - 형 : 이극배, 광릉부원군, 영의정(성종~연산군)
    - 동생 : 이극증, 광천부원군, 우찬성
    - 동생 : 이극돈, 광원군, 좌찬성
    - 동생 : 이극균, 광남군, 좌의정(연산군)